# Раковичский сельсовет
Раковичский сельсовет — упразднённая административная единица на территории Щучинского района Гродненской области Белоруссии. Административный центр — агрогородок Раковичи. 

## История
13 сентября 2013 года Раковичский сельсовет упразднён. Населённые пункты включены в состав Орлевского сельсовета

## Состав
Раковичский сельсовет включал 16 населённых пунктов:
- Бабичи — деревня.
- Болотники — деревня.
- Валянчицы — деревня.
- Карповичи — деревня.
- Крупово — деревня.
- Мордасы — деревня.
- Раковичи — агрогородок.
- Романовичи — деревня.
- Русаки — деревня.
- Ручицы — деревня.
- Семеняки — деревня.
- Семяги — деревня.
- Сухари — деревня.
- Терехи — деревня.
- Филиповичи — деревня.
- Хильки — деревня.